# Gabrius lividipes
Gabrius lividipes är en skalbaggsart som först beskrevs av Baudi 1848.  Gabrius lividipes ingår i släktet Gabrius, och familjen kortvingar. Enligt den svenska rödlistan är arten otillräckligt studerad i Sverige. Arten förekommer i Svealand och Nedre Norrland. Artens livsmiljö är våtmarker.